# マルズキ・ダルスマン
マルズキ・ダルスマン（インドネシア語: Marzuki Darusman、1945年1月26日 - ）は、インドネシアの法律家、政治家。
パラヤンカン・バンドンキリスト教大学法学卒業、同大学名誉博士。1999年-2001年、インドネシアの検事総長。2010年、スリランカ問題国際連合事務総長専門家委員会代表に就任し、2011年にスリランカ内戦についての報告書（en:Report of the Secretary-General's Panel of Experts on Accountability in Sri Lanka）を提出した。著名人による国際独立グループ（IIGEP）のメンバーを務め、インドネシア人権委員会で活動してきた。
2010年8月-2016年8月、北朝鮮人権状況国連特別報告者。2014年2月、朝鮮民主主義人民共和国における人権に関する国連調査委員会の報告書を公開した。2016年に結成された有識者組織「北朝鮮人権賢人グループ」メンバー。2017年、旭日重光章を受章。